# Guy Dollfuss
Guy Louis Dollfuss (* 10. Mai 1901 in Paris; † 6. April 1977 in Rocles) war ein französischer Autorennfahrer.

## Karriere als Rennfahrer
Guy Dollfuss war 1926 der Teamkollege von Guy Bouriat beim 24-Stunden-Rennen von Le Mans. Das Duo fiel nach einem Motorschaden am E.H.P. Type DT Spéciale Tank vorzeitig aus. 

## Statistik

### Le-Mans-Ergebnisse
| Jahr | Team                          | Fahrzeug                     | Teamkollege | Platzierung | Ausfallgrund |
| ---- | ----------------------------- | ---------------------------- | ----------- | ----------- | ------------ |
| 1926 | Etablissements Henri Precioux | E.H.P. Type DT Spéciale Tank | Guy Bouriat | Ausfall     | Motorschaden |